# Shannon Rowbury
Shannon Rowbury (San Francisco, 19 settembre 1984) è una mezzofondista statunitense.

## Palmarès
| Anno | Manifestazione  | Sede           | Evento          | Risultato  | Prestazione | Note                                     |
| ---- | --------------- | -------------- | --------------- | ---------- | ----------- | ---------------------------------------- |
| 2008 | Giochi olimpici | Pechino        | 1500 m piani    | 7ª         | 4'03"58     |                                          |
| 2009 | Mondiali        | Berlino        | 1500 m piani    | Bronzo     | 4'04"18     |                                          |
| 2011 | Mondiali        | Taegu          | 1500 m piani    | Semifinale | 4'11"49     |                                          |
| 2012 | Giochi olimpici | Londra         | 1500 m piani    | Bronzo     | 4'11"26     |                                          |
| 2013 | Mondiali        | Mosca          | 5000 m piani    | 7ª         | 15'06"10    | Miglior prestazione personale stagionale |
| 2014 | Mondiali indoor | Sopot          | 3000 m piani    | 7ª         | 9'07"82     |                                          |
| 2015 | World Relays    | Nassau         | Staffetta mista | Oro        | 10'36"50    | Record mondiale                          |
| 2015 | Mondiali        | Pechino        | 1500 m piani    | 7ª         | 4'12"16     |                                          |
| 2016 | Mondiali indoor | Portland       | 3000 m piani    | Bronzo     | 8'55"55     |                                          |
| 2016 | Giochi olimpici | Rio de Janeiro | 1500 m piani    | 4ª         | 4'11"05     |                                          |
| 2017 | Mondiali        | Londra         | 5000 m piani    | 9ª         | 14'59"92    |                                          |

## Campionati nazionali
2017
- Argento ai campionati statunitensi, 5000 m piani - 15'14"08
- 8ª ai campionati statunitensi, 1500 m piani - 4'10"36

2019
- 6ª ai campionati statunitensi, 5000 m piani - 15'25"40
- Oro ai campionati statunitensi di 5 km su strada - 15'43"

## Altre competizioni internazionali
2017
- 6ª all'Herculis ( Monaco), 3000 m piani - 8'33"38

2020
- 5ª all'Herculis ( Monaco), 5000 m piani - 14'45"11